# Gonzague Van Dooren
Gonzague Van Dooren (Mouscron, 19 agosto 1979) è un ex calciatore belga, di ruolo difensore.